# ティモシー・デクスター
ティモシー・デクスター （Timothy Dexter、1747年1月22日 - 1806年10月23日）はアメリカの実業家であり、数々の奇妙なエピソードで知られる人物である。

## 略歴
1747年マサチューセッツ州モールデンで誕生。
少しだけ小学校へ通い、8歳になると農業に従事。 16歳の時にレーザードレッサーの見習いになる。 
1769年、裕福な未亡人だったエリザベス・フロシンガムと結婚し、ニューベリーポートに転居。彼は自分の名前すら書けないほどまともな教育を受けていなかったため、同年代の人々から笑い者にされていた。彼を貶めようと企む人間が次々と嘘の儲け話を吹き込むのだが、結果的にそれが幸いし、大儲けする事態となる。

アメリカ独立戦争末期により、当時価値が暴落していた大陸通貨を大量に購入。 戦後、その通貨は米国政府によって正式にドルとなり貿易関係が再開される頃には価値が回復したため大金となった。 彼は2隻の船を造り、西インド諸島とヨーロッパの輸出事業を開始した。
彼は熱帯地域の西インド諸島へ防寒用フライパン（シートを温めるために使われる）を輸出するように促された。 彼の船長は、地元の糖蜜産業用の勺として売り、利益を上げた。今度はウールミトンを同じ場所に輸出すると、そこではアジア商人がシベリアへ転売するために買っていった。
「石炭をニューカッスルに売れ(Coals to Newcastle)」ということわざを吹き込まれ、彼はその通りに実行。当時のニューカッスルでは鉱夫がストライキ中だったため、彼の貨物は高値で売られた。あるときは彼に、「南太平洋諸島に手袋を運ぶと儲かる」という冗談を吹き込むと、彼の船は到着した島で中国に行く途中のポルトガル船に手袋を売ることができた。
彼は聖書を東インド諸島に輸出し、猫をカリブ諸島に捨て、再び利益を上げた。当時東インド諸島の宣教師は聖書を必要とし、カリブ海はラット対策として猫を用いた。
また、鯨の髭を間違って仕入れすぎたが、最終的にコルセット用資材として売り、見事完売させた。
ニューイングランドの上流階級民はほとんど彼と関わろうとしなかった。 デクスターは地元の社交派のナサニエル・トレイシーからニューベリーポートの巨大な家を買い、彼らに倣おうとした。また、妻子との関係も苦しんでいたようで、 その象徴とも言えるエピソードの一つに彼が「自分が死んだら人々がどのように反応するか」と考え、自らの死を偽装するドッキリを仕掛けた。約3,000人を集めて通夜が執り行われる中、本人が登場すると妻が1滴の涙も流していなかった。彼が詐欺を明らかにした後、彼は自分の死を悲しんでいないために妻を罵倒した。

デクスターはニューハンプシャー州チェスターで不動産を購入。 彼はニューベリーポートにある邸宅、キューポラの頂上にある金色のワシ、自分自身のための霊廟、ジョージ・ワシントン、ウィリアム・ピット、ナポレオン・ボナパルト、トーマス・ジェファーソン、そして彼自身を含む有名人の木製の40の彫像の庭を飾った。

## 著作
50歳でデクスターは"A Pickle for the Knowing Ones or Plain Truth in a Homespun Dress"を執筆。 総単語数8,847語（33,864文字）の本だが、句読点が無く、大文字の使い方もランダムと思われる。 デクスターは最初にこの本を無料で配っていたが、次第に人気を得て8回重版された。 第2版では13行の記号（,.!?）で構成された追記を加えた。

## 史跡

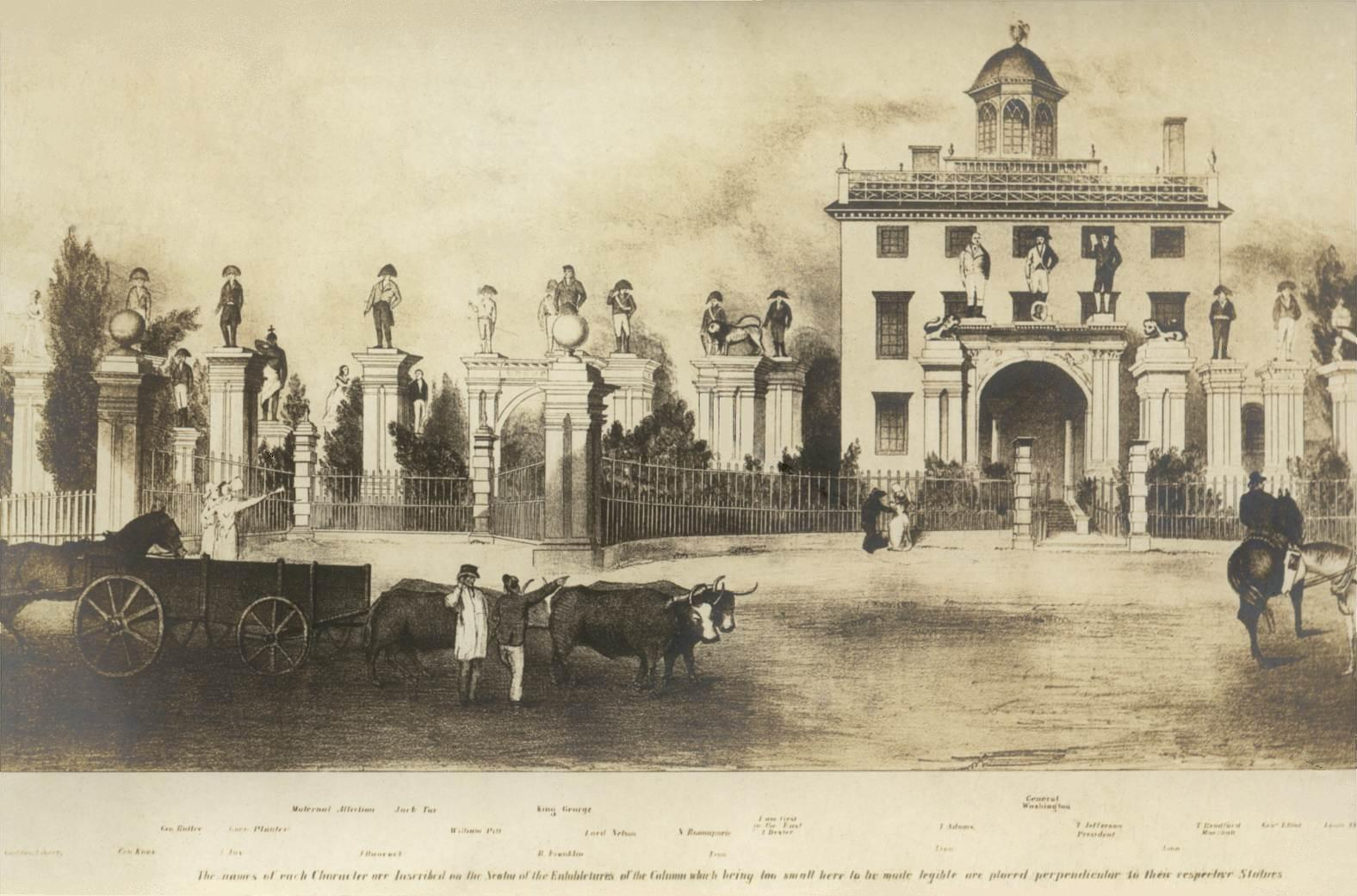
ニューベリーポートのデクスター”卿”の家

デクスターのニューベリーポートの家（のちにホテルとなる）。 嵐により彫像は損壊（ウィリアム・ピットのみ残った）。